# Aska förlag
Aska förlag, tidigare Rastlös förlag, är ett svenskt bokförlag, bildat 2014 i Malmö. Bland de utgivna författarna finns J. Bernlef, Jacqueline Crooks, María Gainza, Virginia Higa, Sandra Holm, Henrik Johansson, Violette Leduc, Daniel Mårs, Charlotte Qvandt, Roger Robinson och Anamarija Todorov.